# (13525) Paulledoux
(13525) Paulledoux ist ein Asteroid des Hauptgürtels, der am 2. August 1991 vom belgischen Astronomen Eric Walter Elst am La-Silla-Observatorium (IAU-Code 809) der Europäischen Südsternwarte in Chile entdeckt wurde.
Der Asteroid wurde am 29. August 2015 nach dem belgischen Astronomen und Astrophysiker Paul Ledoux (1914–1988) benannt, dessen Hauptinteresse insbesondere den veränderlichen Sternen und ihrer Stabilität galt.